# Datsun on-DO

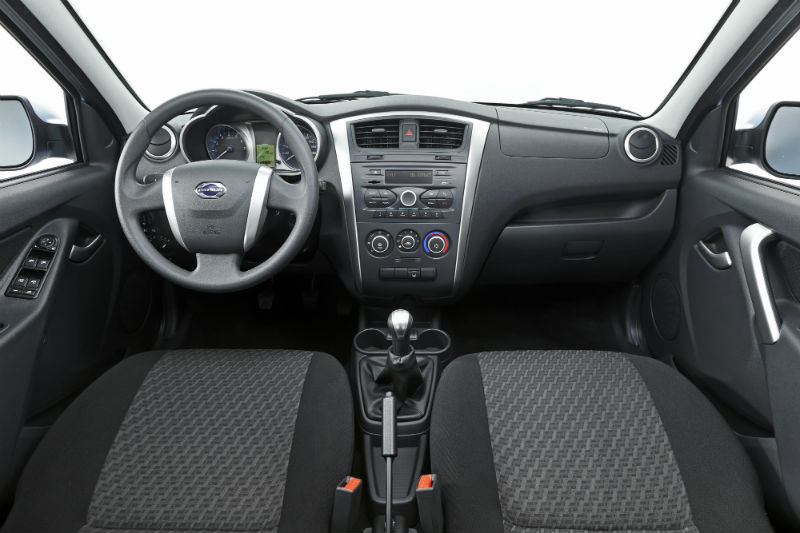
Interni di una Datsun on-DO

La Datsun on-DO è un'autovettura di piccole dimensioni costruita dalla casa automobilistica giapponese Datsun dal 2014 al 2020. Disponibile solo in versione berlina quattro porte, ha fatto parte della strategia dell'alleanza Renault-Nissan-Mitsubishi di reintrodurre il marchio Datsun, interrotto negli anni ottanta del XX secolo, come marchio a basso costo per i mercati emergenti. Nel 2020 la produzione della Datsun on-DO è terminata senza l'uscita di un modello che la sostituisse.

## Denominazione
"Do" in lingua giapponese significa "via" o "movimento". Il termine "on" significa invece "lui" in lingua russa (uno dei mercati più importanti a cui era destinato il modello era infatti quello russo). Secondo la Datsun, questo nome ha lo scopo di enfatizzare l'aspetto dinamico del modello.

## Sviluppo e produzione
La Datsun on-DO è stata progettata in Giappone. La produzione ha avuto luogo a Togliatti, in Russia come parte della cooperazione dell'alleanza Renault-Nissan-Mitsubishi con la casa automobilistica russa Lada-Vaz. Per la produzione della Datsun on-DO è stata utilizzata una piattaforma Lada-Vaz modificata, ed è stata prodotta nello stabilimento Lada-Vaz di Togliatti. Originariamente destinata al solo mercato russo, dal 2016 la on-DO è stata offerta anche in Kazakistan, Bielorussia e Libano.

## Caratteristiche tecniche
La Datsun on-DO ha la stessa larghezza e la stessa altezza della Lada Granta, con la quale condivide la piattaforma, anche se, rispetto a quest'ultima, è leggermente più lunga. La Datsun on-DO è alimentata da un motore a quattro cilindri in linea da 1,4 L di cilindrata erogante 82, 87, 88 o 106 CV di potenza. Il cambio è manuale a cinque rapporti. Il modello è a trazione anteriore e raggiunge una velocità massima compresa tra i 165 e i 184 km/h in base al motore installato.